# Scarabées commémoratifs d'Amenhotep III

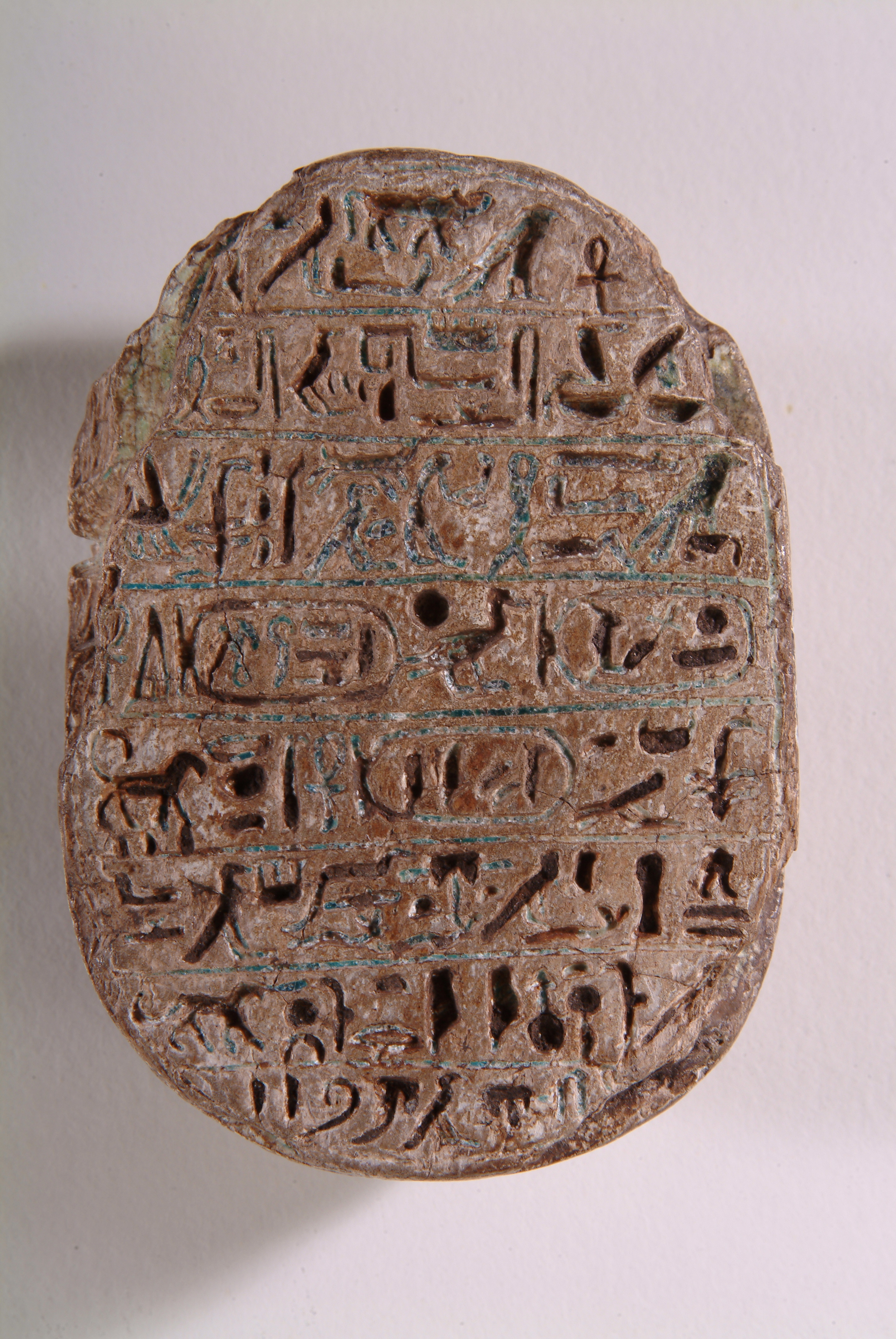
Exemple de scarabées de chasse au lion (base)

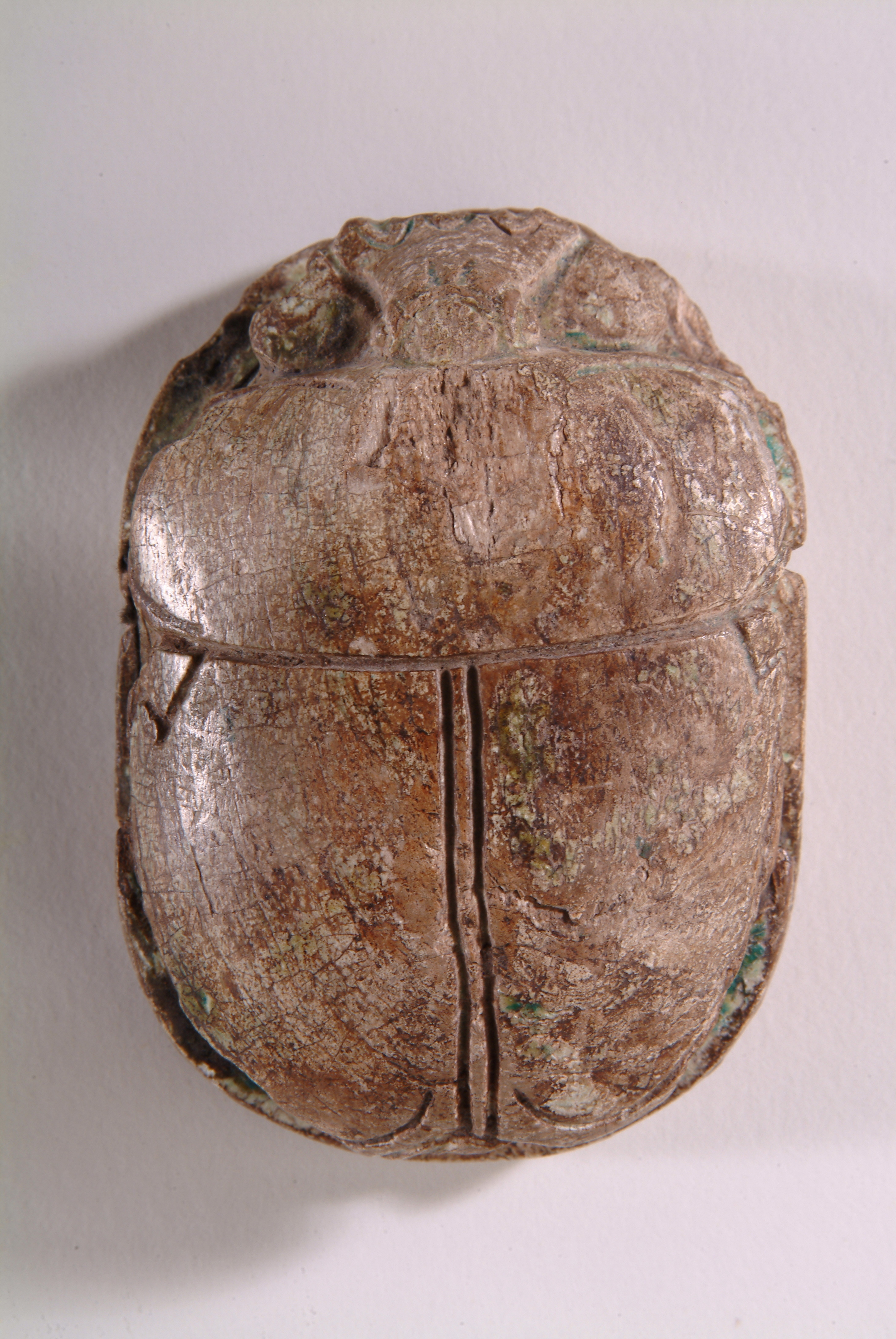
Exemple de scarabées de chasse au lion (dos)

Sous le règne de l'ancien pharaon égyptien Amenhotep III, des centaines de scarabées dits commémoratifs ont été émis pour commémorer les actes du pharaon. Ces scarabées ont été retrouvés dans plusieurs sites archéologiques du Proche-Orient, de la Syrie au Soudan. Plus de deux cents d'entre eux sont connus pour exister dans des musées et des collections du monde entier.
La plupart des scarabées sont faits de stéatite peinte en bleu ou en vert. Leur longueur varie entre 4,7 et 11 cm, leur largeur entre 7 et 8,9 cm. La plupart d'entre eux sont percés pour être enfilés. Sur la base de leurs inscriptions, les scarabées peuvent être divisés en cinq groupes (entre parenthèses, le nombre de scarabées du type trouvé sur plusieurs sites) :
- les « scarabées de chasse au lion » (123)
- les « scarabées de mariage » (56)
- les « scarabées de lac » (11)
- les « scarabées de la chasse au taureau » (5)
- les « scarabées de Giloukhepa » (5)

Les scarabées ont probablement été fabriqués à la même époque, au cours de la 11e année de règne ou après. Le scarabée était un symbole du dieu du soleil Khépri, et les matériaux vernissés étaient appelés tjehenet (« brillant ») en égyptien. Les scarabées brillants font donc référence au roi, l'éblouissant Soleil lui-même.

## Groupes

### Chasse au lion
Les scarabées de la chasse au lion soulignent la force et la bravoure du pharaon en indiquant qu'Amenhotep a tué plus de cent lions (102 ; 110 sur certains scarabées) au cours des dix premières années de son règne. Ces scarabées ont l'inscription la plus courte (sept lignes), leur longueur moyenne est de 7,7 cm. Les scarabées de chasse au lion sont ceux qui varient le plus en taille ; le plus petit scarabée mesure 4,7 cm de long, le plus grand fait plus du double de sa taille avec une longueur de 9,5 cm.

### Mariage
Les scarabées dits de mariage ne font en fait pas référence au mariage lui-même, et ne mentionnent pas non plus de date de mariage. Ils enregistrent le nom de la Grande épouse royale d'Amenhotep, Tiyi (à la suite de celui de son mari), ainsi que le nom de ses parents, comme pour expliciter sa naissance non royale : le nom de son père est Youya, le nom de sa mère est Touya ; elle est mariée au grand roi dont la frontière sud est à Karoy et la frontière nord à Naharin. L'importance de Tiyi est démontrée par la définition des frontières de l'empire en fonction d'elle. La longueur de l'inscription sur ces scarabées est de neuf-dix lignes, la longueur moyenne des scarabées est de 8,5 cm.

### Lac
Les scarabées lacustres commémorent la construction d'un lac artificiel pour la reine Tiyi en la 11e année régnante. Sur ceux-ci, le nom et les titres du pharaon sont suivis de ceux de Tiyi, des noms de ses parents, puis de la description du lac qui a été creusé dans la ville de Tiyi, Djarouha. Le lac avait une taille de 3 700 × 700 coudées, et le couple royal était représenté ramant sur le lac dans la barge royale Aton-tjehen. Le nom du bateau signifie « disque solaire brillant », c'est la première apparition de ce nom qui deviendra plus tard une épithète du roi lui-même. Les scarabées lacustres sont ceux dont le texte varie le plus, mais les différences n'affectent pas le sens du texte lui-même. Le texte est long de onze lignes, la longueur moyenne de ces scarabées est de 8,4 cm.

### Chasse au taureau
Les scarabées de la chasse au taureau rapportent qu'au cours de la deuxième année royale, Amenhotep, suivi de ses soldats et de ses fonctionnaires, se rendit à Shetep (peut-être la région de Ouadi el-Natron) sur sa barge Khaemmaât (« Apparaît en vérité »), chargeant des taureaux sauvages avec son char et les tuant. Le premier jour, il tue cinquante-six taureaux ; quatre jours plus tard, il en tue quarante. Les taureaux avaient été préalablement entourés d'un fossé.
La chasse n'était pas seulement un passe-temps favori des pharaons, elle symbolisait aussi la force du souverain et sa victoire sur les forces du chaos, elle équivalait donc à la victoire sur un champ de bataille. Ces scarabées énumèrent également les titres du roi et mentionnent Tiyi.
Les scarabées de la chasse au taureau ont à la fois la plus grande longueur (9,9 cm) et le plus long texte. Le seul scarabée dont le dos n'est pas sculpté en forme de scarabée se trouve parmi ces scarabées. Celui-ci possède deux trous longitudinaux pour la suspension.

### Giloukhepa
Les scarabées de Gilukhepa commémorent l'arrivée de la princesse Giloukhepa, fille de Shuttarna II de Mittani, dans le harem du pharaon au cours de la 10e année de règne. Elle avait une suite de trois-cent-dix-sept dames d'honneur. Tiyi est également mentionnée sur le scarabée. La longueur du texte est de dix lignes, la longueur moyenne de ces scarabées est de 7,2 cm.

## Inscription sur un scarabée
Inscription sur l'un des scarabées de la chasse au lion :
| anx | G5 | E1 · D40 | m | xa | i | H6 |

| anx | G5 | E1 · D40 | m | xa | i | H6 |

| G16 | s | mn · n · Y1 | h · p | w · Z2 | s | g · r | H |

| G16 | s | mn · n · Y1 | h · p | w · Z2 | s | g · r | H |

| a · N17 · N17 | G8 | aA · a · xpS | H | A24 | ? | T14 | Z3 | rsw · t |

| a · N17 · N17 | G8 | aA · a · xpS | H | A24 | ? | T14 | Z3 | rsw · t |

|          |     |
| \| \| \| |     |
|          |     |
| ra · nb  | C10 |

| ra · nb | C10 |

|                |              |     |     |
| \| \| \| \| \| |              |     |     |
|                |              |     |     |
| i              | mn · n · Htp | S38 | R19 |

| i | mn · n · Htp | S38 | R19 |

|          |     |
| \| \| \| |     |
|          |     |
| ra · nb  | C10 |

| ra · nb | C10 |

|                |              |     |     |
| \| \| \| \| \| |              |     |     |
|                |              |     |     |
| i              | mn · n · Htp | S38 | R19 |

| i | mn · n · Htp | S38 | R19 |

|          |     |
| \| \| \| |     |
|          |     |
| ra · nb  | C10 |

| ra · nb | C10 |

|                |              |     |     |
| \| \| \| \| \| |              |     |     |
|                |              |     |     |
| i              | mn · n · Htp | S38 | R19 |

| i | mn · n · Htp | S38 | R19 |

|          |     |
| \| \| \| |     |
|          |     |
| ra · nb  | C10 |

| ra · nb | C10 |

|                |              |     |     |
| \| \| \| \| \| |              |     |     |
|                |              |     |     |
| i              | mn · n · Htp | S38 | R19 |

| i | mn · n · Htp | S38 | R19 |

|                |    |   |   |
| \| \| \| \| \| |    |   |   |
|                |    |   |   |
| ti             | Z4 | i | i |

| ti | Z4 | i | i |

|                |    |   |   |
| \| \| \| \| \| |    |   |   |
|                |    |   |   |
| ti             | Z4 | i | i |

| ti | Z4 | i | i |

|                |    |   |   |
| \| \| \| \| \| |    |   |   |
|                |    |   |   |
| ti             | Z4 | i | i |

| ti | Z4 | i | i |

|                |    |   |   |
| \| \| \| \| \| |    |   |   |
|                |    |   |   |
| ti             | Z4 | i | i |

| ti | Z4 | i | i |

Le nombre de lions
| W25 · n · n | Hm | Z1 · f | m | t · F29 · t · f | I10 · z · f | M8 | A13 |

| W25 · n · n | Hm | Z1 · f | m | t · F29 · t · f | I10 · z · f | M8 | A13 |

| m | M4 | t · N5 · Z1 | nfr | i | i | t · D21 | M4 | t · N5 · V20 | E22 |

| m | M4 | t · N5 · Z1 | nfr | i | i | t · D21 | M4 | t · N5 · V20 | E22 |

| H | s | Aa18 | A | F29 | Z7 | Z4 |

| H | s | Aa18 | A | F29 | Z7 | Z4 |

.

## Galerie

Exemples de scarabées
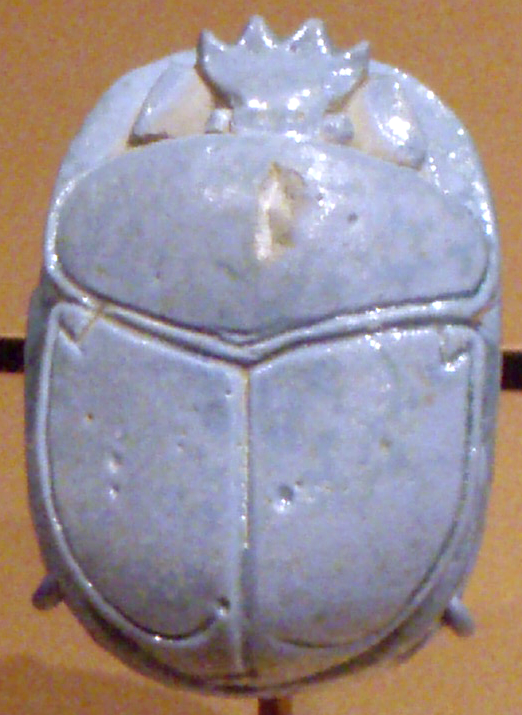
Un des scarabées dits « de mariage ».
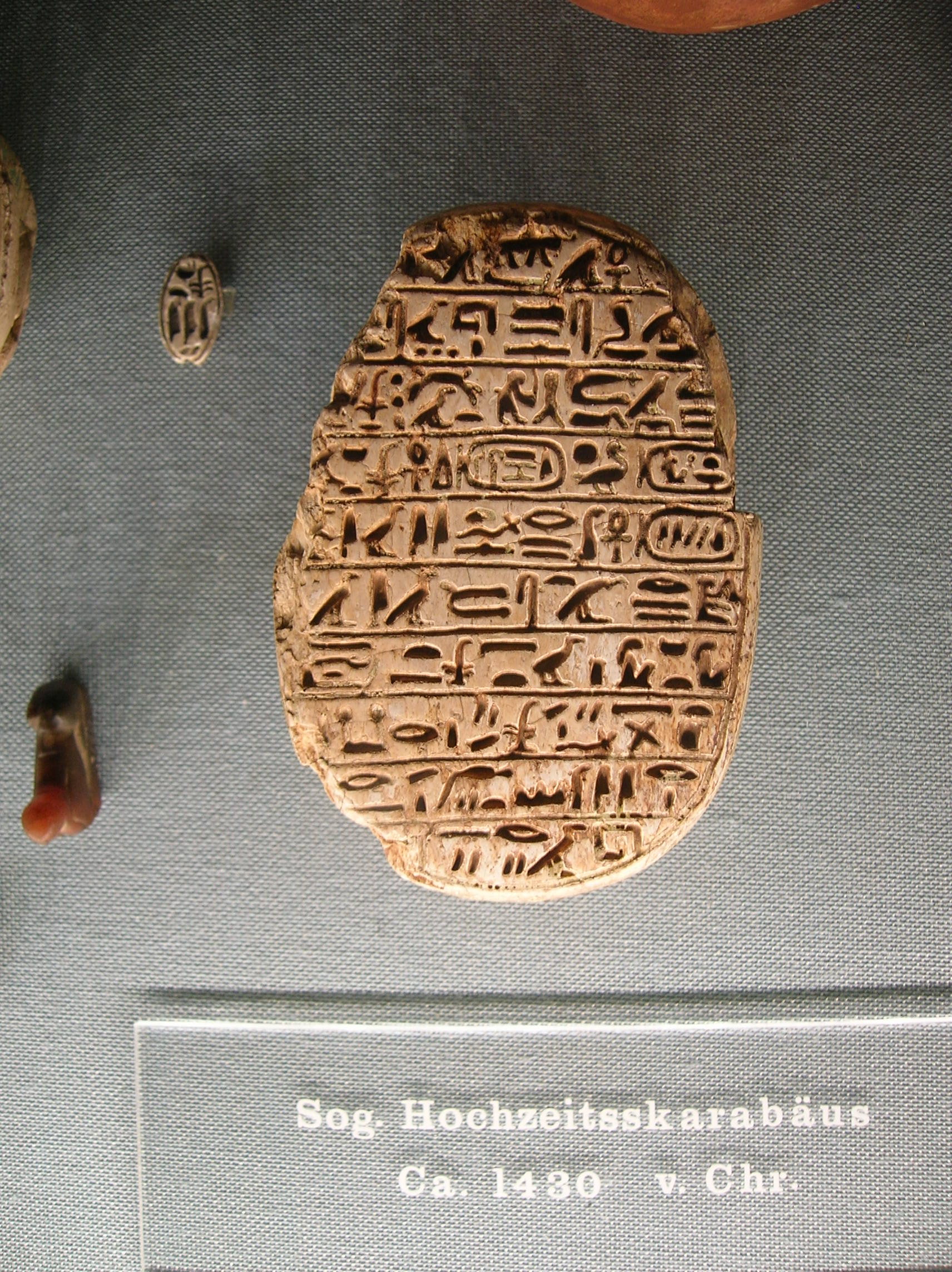
Scarabée de mariage (Vienne)
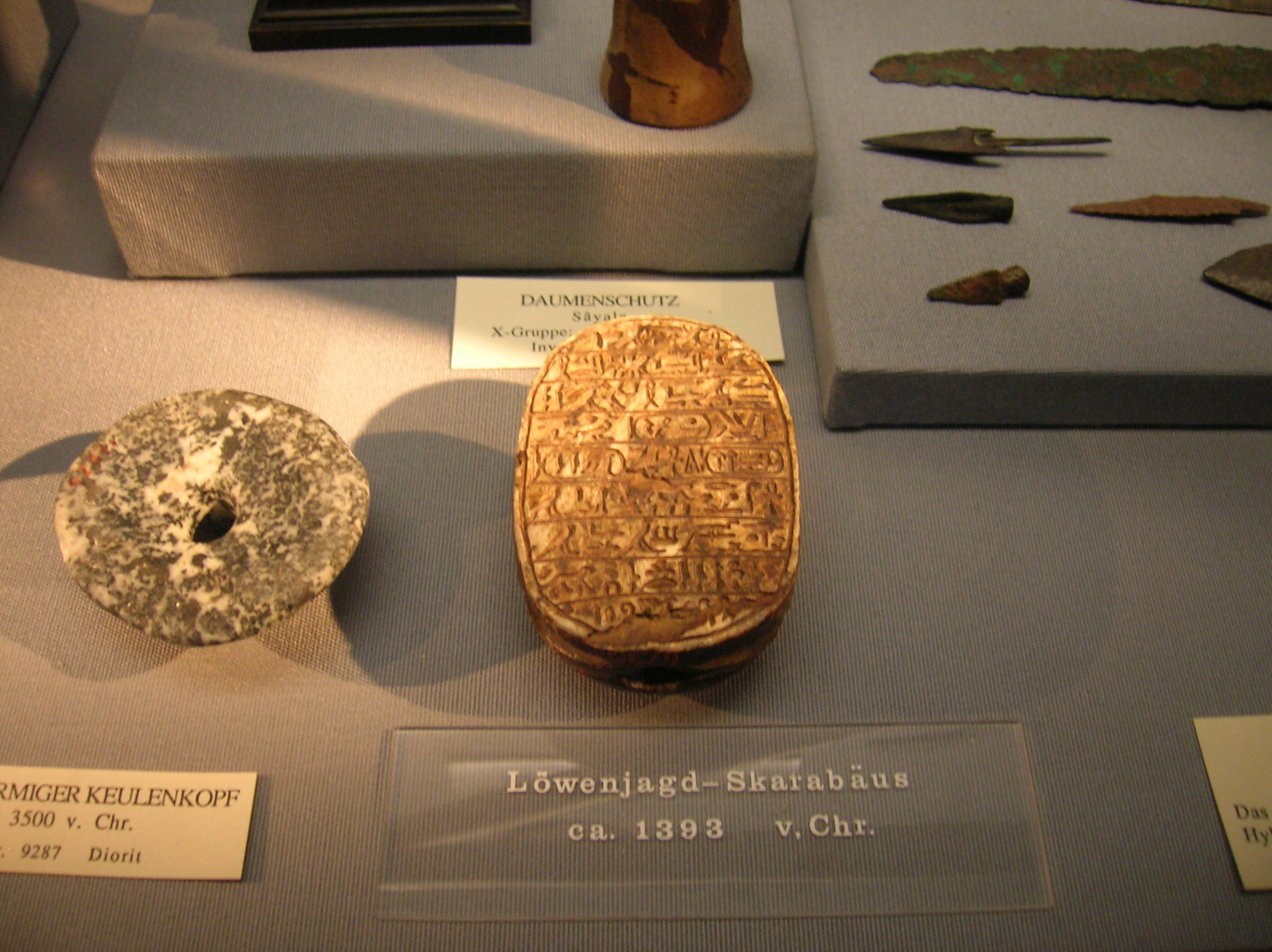
Scarabée de la chasse au lion (Vienne)